# Isaäc van Schinne (1759-1831)
Isaäc van Schinne (Den Haag, 29 januari 1759 – Den Haag, 29 augustus 1831), lid van het oorspronkelijk Middelburgse geslacht Van Schinne, was maire (burgemeester) van Den Haag, nadat Nederland in 1810 door het Franse Keizerrijk was geannexeerd. In die hoedanigheid zou hij in 1811 gastheer zijn voor de Franse keizer Napoleon Bonaparte en keizerin Marie Louise, tijdens hun tweedaagse bezoek aan Den Haag.

## Biografie

### Afkomst
Als oudste zoon was Van Schinne de zesde generatie in zijn familie waarvan de oudste zoon de voornaam Isaäc droeg. Zijn vader, Isaäc van Schinne senior (1721-1779), was een voorname inwoner van Den Haag. Hij was advocaat bij het Hof van Holland, raadgever van Willem IV van Oranje-Nassau, later van diens weduwe Anna van Hannover, en van Willem V van Oranje-Nassau. Ten slotte was hij baljuw van Voshol geweest. Isaäc van Schinne senior trouwde in 1755 met Sara Anna van Ruster (1735-1793), waarna het paar zes kinderen kreeg. Zoon Isaäc van Schinne werd op 3 juni 1776 ingeschreven aan de Universiteit Leiden onder de naam Isacus van Schinne.

### Loopbaan

#### Patriottentijd
Na zijn studie werd Van Schinne in 1779 als opvolger van zijn vader door de Staten van Holland benoemd tot baljuw van Voshol en bekleedde dit ambt tot de Bataafse Revolutie in 1795. Tot het Baljuwschap Voshol behoorden de dorpen Zwammerdam, Ter Aar, Langeraar, Kortenaar en Reewijk. In 1785 breidde hij zijn werkzaamheden uit met de ambten van baljuw, schout, secretaris en ontvanger der verpondingen te Rijnsburg. Zijn benoeming in 1788 als lid van de vroedschap van Rotterdam, was het hoogtepunt van zijn carrière als regent tot dan toe. De Bataafse Revolutie maakte een voorlopig einde aan die loopbaan. Van Schinne, die geen aanhanger van de Patriotten was, verloor zijn lucratieve banen en werd zelfs enkele dagen gevangen gezet in het stadhuis van Rotterdam.

#### Hervatting loopbaan
Het jaar van de stichting van het Eerste Franse Keizerrijk bracht weer leven in zijn carrière. In 1804 wordt Van Schinne aangesteld als Hoogheemraad van Schieland, een functie die hij tot zijn dood zou uitoefenen. Drie jaar later wordt hij benoemd als officier van de jacht in het 7e district van Holland en in 1808 volgt een benoeming als vroedschap van Den Haag. Als in 1810 het departement van de jacht wordt opgeven, verliest Van Schinne zijn baan als officier van de jacht.

#### Keizer Napoleon in Den Haag
Op 5 augustus 1811 werd Van Schinne aangesteld als maire (burgemeester) van Den Haag, als opvolger van Jan Slicher. Dit werd het aanzienlijkste ambt dat hij tijdens zijn carrière als regent zou behalen. In die hoedanigheid zou hij in datzelfde jaar keizer Napoleon in Den Haag ontvangen. Maire Van Schinne ontving op 24 oktober 1811 keizer Napoleon Bonaparte en zijn vrouw Marie Louise van Oostenrijk bij de Bosbrug in Den Haag. De maire werd vergezeld door zijn adjuncten (wethouders) Jeremias Faber van Riemsdijk, Theodoor Roest van Alkemade en Jean Louis Léon de Fontaine, comte de Logères, alsmede leden van de municipale raad van Den Haag. Vervolgens bood Van Schinne de keizer twee zwaar vergulde sleutels van de stad aan, die speciaal voor deze gelegenheid waren vervaardigd en waren gelegen op een rood fluwelen kussen met gouden franje en kwasten, met daarop een monogram van Napoleon en een keizerskroon, beiden eveneens van gouden stiksel. Later bezocht de Haagse maire het keizerlijke paar op hun logeeradres in Den Haag, het kapitale huis van Archibald Hope aan het Lange Voorhout, welk later bekend is komen te staan als het Paleis Lange Voorhout. De volgende avond vertrok het keizerlijk paar richting Delft.

#### Delegatie naar Parijs
In 1813 zou Van Schinne een delegatie van de Haagse vroedschap naar Parijs leiden, om daar als dank voor het verheffen van Den Haag tot “Bonne Ville d'Empire” hulde te brengen aan keizerin Marie Louise, de tweede vrouw van Napoleon. Baron Goswin de Stassart, de prefect van het departement van de Monden van de Maas, had om politieke redenen met klem op dit bezoek aangedrongen. Van Schinne zou worden vergezeld door raadslid Pierre Philippe Quarles van Ufford (1784-1857) en Petrus Judocus van Oosthuyse (1763-1816), heer van Rijsenburg. De adjunct-maire van Den Haag, Jeremias Faber van Riemsdijk, zou het ambt van maire voor hem waarnemen. Met de val van de keizer in 1813 kwam ook een einde aan de baan van Van Schinne als maire van Den Haag. Vanwege het tumult rondom het einde van het Franse keizerrijk moesten maire Van Schinne en zijn delegatie geruime tijd in Parijs blijven.

#### Terugkeer
Toen Van Schinne in 1814 terugkeerde uit Frankrijk, werd hij in Den Haag niet enthousiast ontvangen. Door zijn tocht naar het hof van Napoleon in Parijs had hij zich van velen vervreemd. Hij richtte zich tot de nieuwe koning Willem I in een poging om zijn handelen ten tijde van de Franse overheersing te rechtvaardigen. Een aanstelling in een leuke honoraire baan zat er niet in voor hem, desondanks zou hij in bij Koninklijk Besluit van 16 September 1815 worden verheven in de Nederlandse adelstand. Mogelijk speelde daarbij mee dat zijn broer Abraham van Schinne de Prins van Oranje tijdens diens ballingschap in Engeland trouw had gediend. Jonkheer Isaäc van Schinne kon door zijn verheffing zitting nemen in de Ridderschap van Holland en werd nog aangesteld als plaatsvervangend lid in de Staten van Holland en West-Friesland, een functie die hij niet daadwerkelijk zou uitoefenen omdat hij niet lang daarna overleed in 1831. Het adellijke geslacht Van Schinne was geen lang bestaan vergund: het zou al één generatie na Isaäc van Schinne uitsterven in mannelijke én vrouwelijke lijn.

### Privéleven
Van Schinne huwde in 1790 met Johanna Theodora Mossel (1767-1835). Zij was de kleindochter van Gouverneur-generaal Jacob Mossel. Ook haar vader Jacob Mossel jr was een ondernemend man. Hij nam onder andere deel in de drooglegging van de polder Zestienhoven. Na het uitbreken van de Bataafse Revolutie braken voor Van Schinne en zijn gezin minder makkelijke tijden aan en moesten ze goedkoper gaan wonen, in het nog altijd zeer comfortabele Huis Buitenzorg nabij Vianen.
Door het overlijden in 1797 van schoonvader Jacob Mossel jr. ontving Johanna Mossel een aanzienlijke erfenis en konden zij voorlopig terug verhuizen naar Rotterdam, waarna zij al snel hun intrek namen in Jacob Mossels landgoed “Groot Haesebroek” in Wassenaar. De erfenis van Johanna Mossel was afkomstig van beide families van haar ouders, want ook haar moeder Maria van Herzeele had landerijen in haar bezit. Het vormde de grondslag van de aanzienlijke rijkdom van Isaäc van Schinne. In 1802 koopt Van Schinne een kapitaal huis aan het Lange Voorhout nummer 1 in Den Haag. Op deze plaats staat tegenwoordig het gebouw De Zeven Provinciën. De Van Schinne's woonden daarna afwisselend op Groot Haesebroek en het Lange Voorhout.
Van Schinne's zoon Pieter Isaäc werd dankzij de invloed van zijn vader aangesteld als page van koning Lodewijk Napoleon, echter de invloed van zijn vader kon niet verhinderen dat hij in dienst moest treden bij het Franse leger. Pieter Isaäc van Schinne zou niet terugkeren van de Veldtocht van Napoleon naar Rusland.
- International Standard Name Identifier: 0000 0003 9573 9440
- Nederlandse Thesaurus van Auteursnamen: 069976295
- Virtual International Authority File: 290506574
- WorldCat: E39PBJmDmkXh6XqQDGG7tpCmh3